# Saison 2023-2024 du Grenoble Foot 38
Maillots
Chronologie
Saison précédente Saison suivante
La saison 2023-2024 du Grenoble Foot 38 est la sixième année de l'équipe première en championnat de France de football de Ligue 2 depuis son retour dans le monde professionnel. Après avoir un temps lutté pour le podium, le club a finalement terminé la saison précédente dans le ventre mou à une 10e place. Le club se retrouve donc de nouveau engagé en Ligue 2 et en Coupe de France. L'équipe est entraînée par Vincent Hognon.

## Tableau des transferts
‌
| Nom                 | Nationalité | Poste     | Transfert      | Provenance/Destination                  |
| ------------------- | ----------- | --------- | -------------- | --------------------------------------- |
| Arrivées            |             |           |                |                                         |
| Lenny Joseph        | France      | Attaquant | Transfert      | FC Metz Ligue 1                         |
| Virgiliu Postolachi | Moldavie    | Attaquant | Transfert      | UTA Arad Liga I                         |
| Matthéo Xantippe    | France      | Défenseur | Transfert      | Amiens SC Ligue 2                       |
| Eddy Sylvestre      | France      | Milieu    | Transfert      | Pau FC Ligue 2                          |
| Natanaël Thio       | France      | Attaquant | Transfert      | Berrichonne de Châteauroux National     |
| Théo Valls          | France      | Milieu    | Libre          | Servette Genève Super League            |
| Lamine Jarjou       | Gambie      | Attaquant | Libre          | Al Hilal Club Première Ligue Soudanaise |
| Dante Rigo          | Belgique    | Milieu    | Libre          | K Beerschot VA Challenger Pro League    |
| Olivier Boissy      | Sénégal     | Attaquant | Retour de prêt | Saint-Pryvé Saint-Hilaire FC National 2 |
| Départs             |             |           |                |                                         |
| Matthias Phaeton    | France      | Attaquant | Transfert      | CSKA Sofia Parva Liga                   |
| Esteban Salles      | France      | Gardien   | Transfert      | US Concarneau Ligue 2                   |
| Jordan Tell         | France      | Attaquant | Licencié       | Stade lavallois Ligue 2                 |
| Franck-Yves Bambock | France      | Milieu    | Libre          | MOL Fehérvár Nemzeti Bajnokság I        |
| Axel Ngando         | France      | Milieu    | Libre          | Araz Nakhitchevan Premyer Liqası        |
| Paul Bourdelle      | France      | Gardien   | Libre          | Stade briochin National 2               |
| Jordy Gaspar        | Angola      | Défenseur | Libre          | -                                       |
| Bart Straalman      | Pays-Bas    | Défenseur | Libre          | -                                       |
| Joris Correa        | France      | Attaquant | Libre          | -                                       |
| Loris Nery          | France      | Défenseur | Retraite       | -                                       |

| Nom            | Nationalité         | Poste     | Transfert    | Provenance/Destination             |
| -------------- | ------------------- | --------- | ------------ | ---------------------------------- |
| Arrivées       |                     |           |              |                                    |
| Efe Sarıkaya   | Turquie             | Défenseur | Transfert    | Altay SK 1. Lig                    |
| Nolan Mbemba   | République du Congo | Milieu    | Libre        | Le Havre AC Ligue 1                |
| Départs        |                     |           |              |                                    |
| Lamine Jarjou  | Gambie              | Attaquant | Prêt sans OA | FK Atyraou Qazaqstan Premer Ligasy |
| Baptiste Isola | France              | Milieu    | Prêt sans OA | UF Mâconnais National 2            |
| Olivier Boissy | Sénégal             | Attaquant | Prêt sans OA | La Roche Vendée Foot National 2    |

## Classement
| Rang | Équipe                | Pts | J  | G  | N  | P  | Bp | Bc | Diff | Promotion ou relégation      |
| ---- | --------------------- | --- | -- | -- | -- | -- | -- | -- | ---- | ---------------------------- |
| 9    | EA Guingamp           | 51  | 38 | 13 | 12 | 13 | 44 | 40 | +4   |                              |
| 10   | Pau FC                | 51  | 38 | 13 | 12 | 13 | 60 | 57 | +3   |                              |
| 11   | Grenoble Foot 38      | 51  | 38 | 13 | 12 | 13 | 43 | 44 | −1   |                              |
| 12   | Girondins de Bordeaux | 50  | 38 | 14 | 9  | 15 | 50 | 52 | −2   | Rétrogradation en National 2 |
| 13   | SC Bastia             | 50  | 38 | 14 | 9  | 15 | 44 | 48 | −4   |                              |

1. ↑  Retrait de 1 points.
2. ↑  Retrait de 1 points.

## Statistiques

### Buteurs
|  | Buteur    | L2 | CDF | Total |
|  | x buteurs | 0  | 0   | 0     |
|  | --------- | -- | --- | ----- |

### Passeurs
|  | Passeur    | L2 | CDF | Total |
|  | x passeurs | 0  | 0   | 0     |
|  | ---------- | -- | --- | ----- |